# Guillermo Velasquez
Guillermo Velasquez, Guillermo Ramírez Velásquez (Bogotá, 1934. január 4. – Medellín, 2017. június 26.) kolumbiai nemzetközi labdarúgó-játékvezető.

## Pályafutása

### Nemzeti játékvezetés
Az ökölvívást cserélte játékvezetői sípra. A küldési gyakorlat szerint rendszeres partbírói tevékenységet is végzett. 1964-ben lett az I. Liga játékvezetője. A nemzeti játékvezetéstől 1984-ben vonult vissza.

### Nemzetközi játékvezetés
A kolumbiai labdarúgó-szövetség játékvezető bizottsága (JB) terjesztette fel nemzetközi játékvezetőnek, a Nemzetközi Labdarúgó-szövetség (FIFA) 1966-tól tartotta nyilván bírói keretében. A FIFA JB központi nyelvei közül a spanyolt beszéli. Több nemzetek közötti válogatott és klubmérkőzést vezetett, vagy működő társának partbíróként segített. Az aktív nemzetközi játékvezetéstől 1982-ben búcsúzott. Válogatott mérkőzéseinek száma: 9.

#### Labdarúgó-világbajnokság
A világbajnoki döntőhöz vezető úton Mexikóba a IX., az 1970-es labdarúgó-világbajnokságra és Argentínába a XI., az 1978-as labdarúgó-világbajnokságra a FIFA JB partbíróként alkalmazta. Selejtező mérkőzéseket a CONMEBOL és a CONCACAF zónában vezetett. Az 1970-ben kapott partbírói feladatait magas szinten teljesítette. Kettő csoportmérkőzésen működött, egy esetben egyes számú besorolást kapott, játékvezetői sérülés esetén továbbvezethette volna a találkozót. Az egyik negyeddöntőben is egyes pozícióból szolgált. Az egyik elődöntőn 2. számú beosztást kapott. Partbírói feladatok a világbajnokságokon: 4.

##### 1970-es labdarúgó-világbajnokság

###### Selejtező mérkőzés
| Időpont             | Helyszín                          | Mérkőzés típusa           | Mérkőzés      | Játékvezető         | Eredmény | Nézők száma |
| ------------------- | --------------------------------- | ------------------------- | ------------- | ------------------- | -------- | ----------- |
| 1969. július 27.    | Városi Stadion, Santiago de Chile | előselejtező (3. csoport) | Chile–Ecuador | Guillermo Velásquez | 4 – 1    |             |
| 1969. augusztus 17. | Központi Stadion, Lima            | előselejtező (1. csoport) | Peru–Bolívia  | Guillermo Velásquez | 3 – 0    |             |

###### Világbajnoki mérkőzés
| Időpont          | Helyszín                               | Mérkőzés típusa              | Mérkőzés                       | Játékvezető                  | Eredmény | Nézők száma |
| ---------------- | -------------------------------------- | ---------------------------- | ------------------------------ | ---------------------------- | -------- | ----------- |
| 1970. június 3.  | Nou Camp Stadion, León (Spanyolország) | csoportmérkőzés (A. csoport) | NSZK–Marokkó                   | Laurens van Ravens           | 2 – 1    | 12 942      |
| 1970. június 7.  | Nou Camp Stadion, León                 | csoportmérkőzés (A. csoport) | Nyugat-Németország–Bulgária    | José María Ortiz de Mendíbil | 5 – 2    | 12 710      |
| 1970. június 14. | Nou Camp Stadion, León                 | egyik negyeddöntő            | Nyugat-Németország–Anglia      | Ángel Norberto Coerezza      | 3 – 2    | 23 357      |
| 1970. június 17. | Azteca Stadion, Mexikóváros            | egyik elődöntő               | Olaszország–Nyugat-Németország | Arturo Yamasaki              | 04– 3    | 102 444     |

##### 1978-as labdarúgó-világbajnokság

###### Selejtező mérkőzés
| Időpont            | Helyszín                       | Mérkőzés típusa           | Mérkőzés          | Eredmény |
| ------------------ | ------------------------------ | ------------------------- | ----------------- | -------- |
| 1976. december 22. | Városi Stadion, Port-au-Prince | csoportdöntő              | Kanada–Amerika    | 3 – 0    |
| 1977. február 9.   | Városi Stadion, Caracas        | előselejtező (2. csoport) | Venezuela–Uruguay | 1 – 1    |

#### Olimpiai játékok
Az 1968. évi, az 1972. évi és az 1976. évi nyári olimpiai játékok labdarúgó tornájának mérkőzésein a FIFA JB bíróként foglalkoztatta.

##### 1968. évi nyári olimpiai játékok
| Időpont           | Helyszín               | Mérkőzés típusa              | Mérkőzés          | Eredmény |
| ----------------- | ---------------------- | ---------------------------- | ----------------- | -------- |
| 1968. október 14. | Nou Camp Stadion, León | csoportmérkőzés (D. csoport) | Bulgária–Thaiföld | 7 – 0    |

##### 1972. évi nyári olimpiai játékok
| Időpont             | Helyszín                  | Mérkőzés típusa              | Mérkőzés            | Eredmény | Nézők száma |
| ------------------- | ------------------------- | ---------------------------- | ------------------- | -------- | ----------- |
| 1972. augusztus 27. | Városi Stadion, Nürnberg  | csoportmérkőzés (C. csoport) | Magyarország–Irán   | 5 – 0    | 2000        |
| 1972. szeptember 3. | Olimpiai Stadion, München | középdöntő (2. csoport)      | Szovjetunió–Marokkó | 3 – 0    | 55 000      |

##### 1976. évi nyári olimpiai játékok
| Időpont          | Helyszín                      | Mérkőzés típusa   | Mérkőzés         | Eredmény | Nézők száma |
| ---------------- | ----------------------------- | ----------------- | ---------------- | -------- | ----------- |
| 1976. július 25. | Municipal Stadion, Sherbrooke | egyik negyeddöntő | Szovjetunió–Irán | 2 – 1    | 5855        |

#### A magyar labdarúgó-válogatott mérkőzései
| Időpont          | Helyszín                        | Mérkőzés típusa     | Mérkőzés             | Eredmény | Nézők száma |
| ---------------- | ------------------------------- | ------------------- | -------------------- | -------- | ----------- |
| 1980. január 11. | Nemesio Camacho Stadion, Bogotá | válogatott mérkőzés | Magyarország–Románia | 2 – 2    | 6000        |